# Ololygon
Ololygon é um gênero de anfíbios anuros da família Hylidae, cujas espécies podem ser encontradas no Brasil, na Argentina e no Uruguai.
Suas espécies podem ser diferenciadas das demais de outros gêneros por serem pererecas de tamanho pequeno ou médio, por possuírem o ventre sem manchas, discos adesivos truncados e membranas interdigitais reduzidas, com exceção entre os dedos I e II, onde não há nenhuma membrana, e por depositarem seus ovos em córregos ou bromélias terrestres.
É composto por espécies que, anteriormente, estavam alocadas no gênero Scinax e pertenciam ao grupo da O. catharinae ou da O. perpusilla, mas que após uma revisão taxonômica realizada em 2016 pelos pesquisadores William Duelmann, Angela Marion e Blair Hedges, foram separadas em um novo gênero, após repararem divergências miológicas e osteológicas.

## Espécies
Atualmente, são conhecidas 50 espécies pertencentes a este gênero:
- Ololygon agilis (Cruz & Peixoto, 1983)
- Ololygon albicans (Bokermann, 1967)
- Ololygon alcatraz (Lutz, 1973)
- Ololygon angrensis (Lutz, 1973)
- Ololygon arduous (Peixoto, 2002)
- Ololygon argyreornata (Miranda-Ribeiro, 1926)
- Ololygon ariadne (Bokermann, 1967)
- Ololygon aromothyella (Faivovich, 2005)
- Ololygon atrata (Peixoto, 1989)
- Ololygon belloni (Faivovich, Gasparini & Haddad, 2010)
- Ololygon berthae (Barrio, 1962)
- Ololygon brieni (De Witte, 1930)
- Ololygon caissara (Lourenço, Zina, Catroli, Kasahara, Faivovich & Haddad, 2016)
- Ololygon canastrensis (Cardoso & Haddad, 1982)
- Ololygon cardosoi Carvalho-e-Silva & Peixoto, 1991
- Ololygon carnevallii Caramaschi & Kisteumacher, 1989
- Ololygon catharinae (Boulenger, 1888)
- Ololygon centralis (Pombal & Bastos, 1996)
- Ololygon cosenzai (Lacerda, Peixoto & Feio, 2012)
- Ololygon faivovichi (Brasileiro, Oyamaguchi & Haddad, 2007)
- Ololygon flavoguttata (Lutz & Lutz, 1939)
- Ololygon garibaldiae (Lourenço, Lingnau, Haddad & Faivovich, 2019)
- Ololygon goya Andrade, Santos, Rocha, Pombal & Vaz-Silva, 2018
- Ololygon heyeri Peixoto & Weygoldt, 1986
- Ololygon hiemalis (Haddad & Pombal, 1987)
- Ololygon humilis (A. Lutz & B. Lutz, 1954)
- Ololygon insperata (Silva & Alves-Silva, 2011)
- Ololygon jureia (Pombal & Gordo, 1991)
- Ololygon kautskyi Carvalho-e-Silva & Peixoto, 1991
- Ololygon littoralis (Pombal & Gordo, 1991)
- Ololygon littoreus Peixoto, 1988
- Ololygon longilinea (Lutz, 1968)
- Ololygon luizotavioi Caramaschi & Kisteumacher, 1989
- Ololygon machadoi (Bokermann & Sazima, 1973)
- Ololygon melanodactyla (Lourenço, Luna & Pombal, 2014)
- Ololygon melloi Peixoto, 1989
- Ololygon muriciensis (Cruz, Nunes & Lima, 2011)
- Ololygon obtriangulata (Lutz, 1973)
- Ololygon peixotoi (Brasileiro, Haddad, Sawaya & Martins, 2007)
- Ololygon perpusilla (Lutz & Lutz, 1939)
- Ololygon pombali (Lourenço, Carvalho, Baêta, Pezzuti & Leite, 2013)
- Ololygon ranki (Andrade & Cardoso, 1987)
- Ololygon rizibilis (Bokermann, 1964)
- Ololygon skaios (Pombal, Carvalho, Canelas & Bastos, 2010)
- Ololygon skuki (Lima, Cruz & Azevedo, 2011)
- Ololygon strigilata (Spix, 1824)
- Ololygon trapicheiroi (A. Lutz & B. Lutz, 1954)
- Ololygon tripui (Lourenço, Nascimento & Pires, 2010)
- Ololygon tupinamba (Silva & Alves-Silva, 2008)
- Ololygon v-signata (Lutz, 1968)